# Sommet des Diablerets
Pour les articles homonymes, voir Les Diablerets.
Le sommet des Diablerets se situe dans les Alpes bernoises en Suisse. Avec ses 3 216 m d'altitude, il s'agit du point culminant du massif des Diablerets.

## Géographie

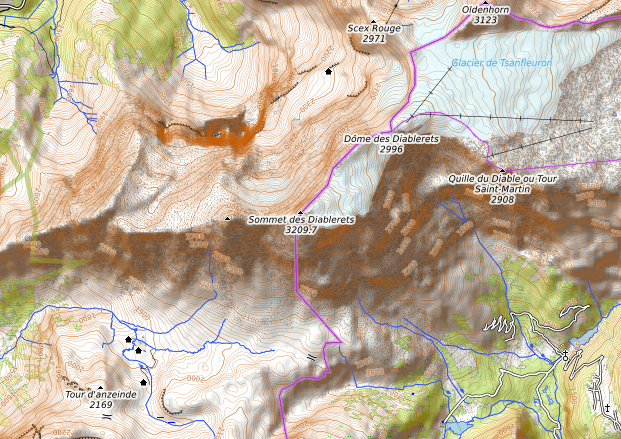
Carte topographique des Diablerets.

Le sommet des Diablerets culmine à 3 216 m, entièrement dans le canton du Valais. La frontière entre les cantons de Vaud et du Valais passe à 3 210 m d'altitude sur un avant-sommet, point culminant du canton de Vaud, à environ 120 m au sud-ouest du sommet principal.

## Alpinisme
La première ascension des Diablerets a été réalisée en 1850 par Gottlieb Studer, Melchior Ulrich, J.D. Ansermoz, J.J. Siegfried et Johann Madütz, au cours de la traversée intégrale de la montagne, du Culan (2 788,8 m) au  col du Sanetsch. Après 1940, Pierre Vittoz ouvre plusieurs voies difficiles, notamment dans le versant sud-est.

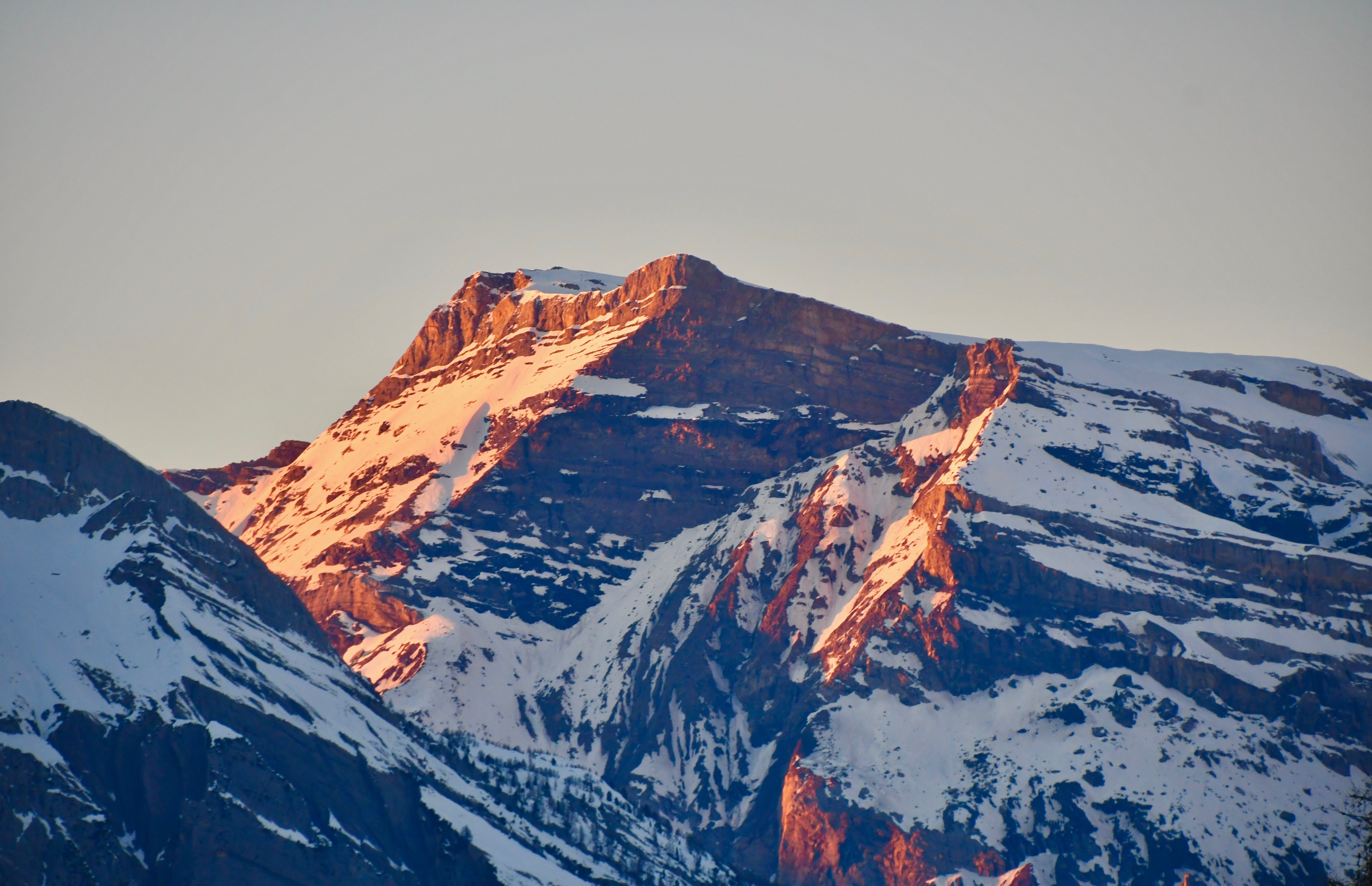
Le sommet des Diablerets vu depuis Nendaz.